# 玫瑰聖母聖殿主教座堂
玫瑰聖母聖殿主教座堂，簡稱玫瑰堂，俗稱前金天主堂，是位於台灣高雄市苓雅區的天主教教堂，坐落於愛河畔，創始於1859年（清咸豐九年），為天主教會在台灣重新開教以來建立的第一座教堂，為現代台灣天主教會的發源地。
玫瑰聖母堂為天主教高雄教區之主教座堂與台灣兩座宗座聖殿之一。2001年在臺灣歷史建築百景票選中榮獲全國第一，2007年被登錄為歷史建築。

## 歷史沿革
- 1858年：中國簽訂天津條約後，禁教解除。西班牙屬地菲律賓的道明會派遣郭德剛及洪保律（Angel Bofurull）二位神父到台灣傳教。
- 1859年5月15日：道明會神父郭德剛和洪保律，和四名中國籍傳教員：楊篤、蔡向、嚴超及修生瑞斌，自廈門起航，5月18日抵達打狗港。同年12月，以龍銀六十二圓在當時前金靠海區域的教堂現址購置一筆土地，並以稻稈茅草簡單的搭蓋了臨時傳教所。
- 1860年：以「土角磚」改建傳教所並命名為「聖母堂」。
- 1862年：第一次改建，再以紅磚、咾咕石及三合土重新改建成聖堂。
- 1863年：聖母堂完工，自西班牙迎奉聖母像供奉，並更名為「玫瑰聖母堂」。
- 1874年：船政大臣沈葆禎奉命為欽差大臣到台灣辦理海防兼處理各國商貿海事，並受當時的神父萬金本堂所託向清廷請奏准予傳教自由。清穆宗納奏，賜照准「奉旨」和「天主堂」兩塊聖石，命沈葆禎親筆以剞石。
- 1875年：沈葆禎再度到台灣，送予玫瑰聖母堂及萬巒萬金天主堂聖石。
- 1928年：李安斯神父再次籌備改建聖堂，隔年正式施工，即今日所見之聖堂。但在拆除舊聖堂時，「奉旨」碑被埋於土中。
- 1931年：改建完工[2]。
- 1948年：道明會士陳若瑟神父出任高雄宗座監牧區宗座監牧，並指定該聖堂為主教座堂。
- 1961年3月：高雄宗座監牧區升格為教區，鄭天祥神父為第一任主教，並指定該聖堂為主教座堂，為全台灣建築規模最大的主教座堂。
- 1972年：教友捐獻興建聖母亭挖掘地基時，挖出「奉旨」碑。
- 1995年：聖座提升玫瑰聖母堂為宗座聖殿。7月1日起開始大規模整修。
- 1998年：舉行落成典禮及冊封聖殿晉陞隆重大典。
- 2001年：被列入高雄歷史建築十景。
- 2001年：在行政院文化建設委員會主辦的全國「臺灣歷史建築百景」活動中獲選第一名。

## 建築特色
玫瑰聖母堂為哥德式與羅馬式的尖塔建築，被列為歷史建築。教堂正面為高聳的尖塔，兩旁另有小型衛塔，正門上懸有同治敕令的「奉旨」石碑。祭台正中央的玫瑰聖母像，由道明會玫瑰會省之會士自西班牙引進，至今已有140年以上的歷史。

舊天主堂
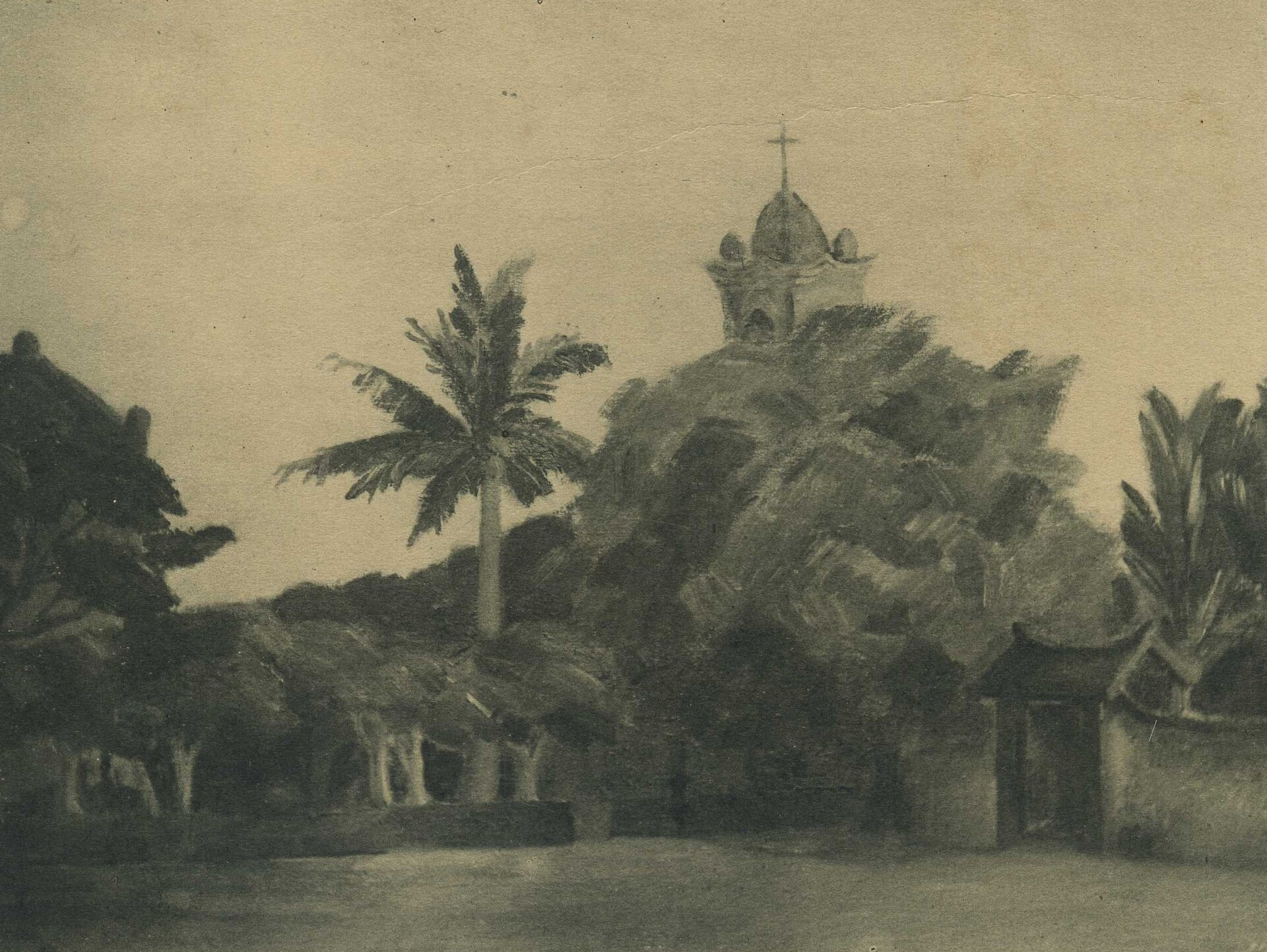
1927年柏尾鞠子的画作《恩惠》，描绘的是初代天主堂
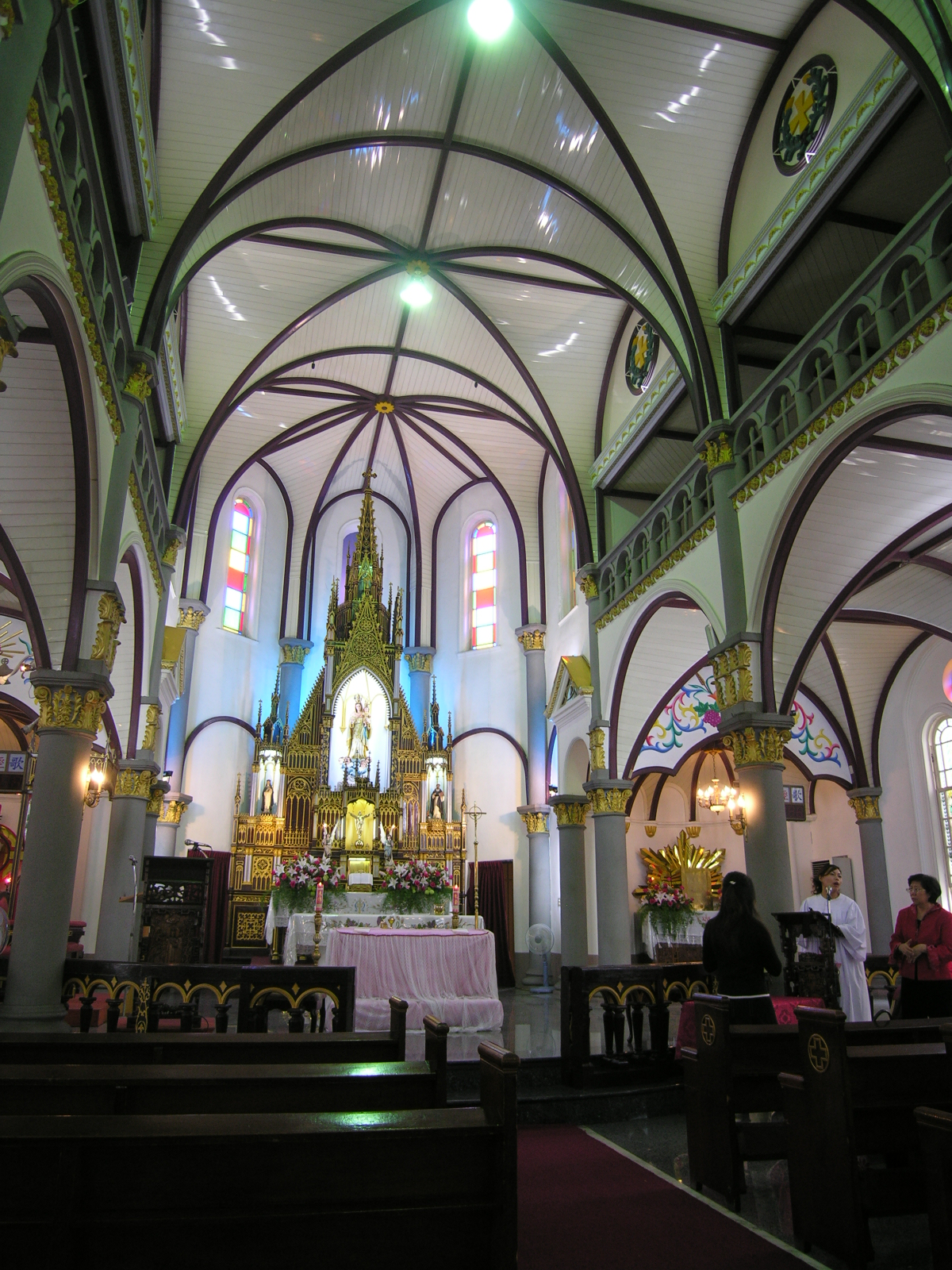
教堂祭台
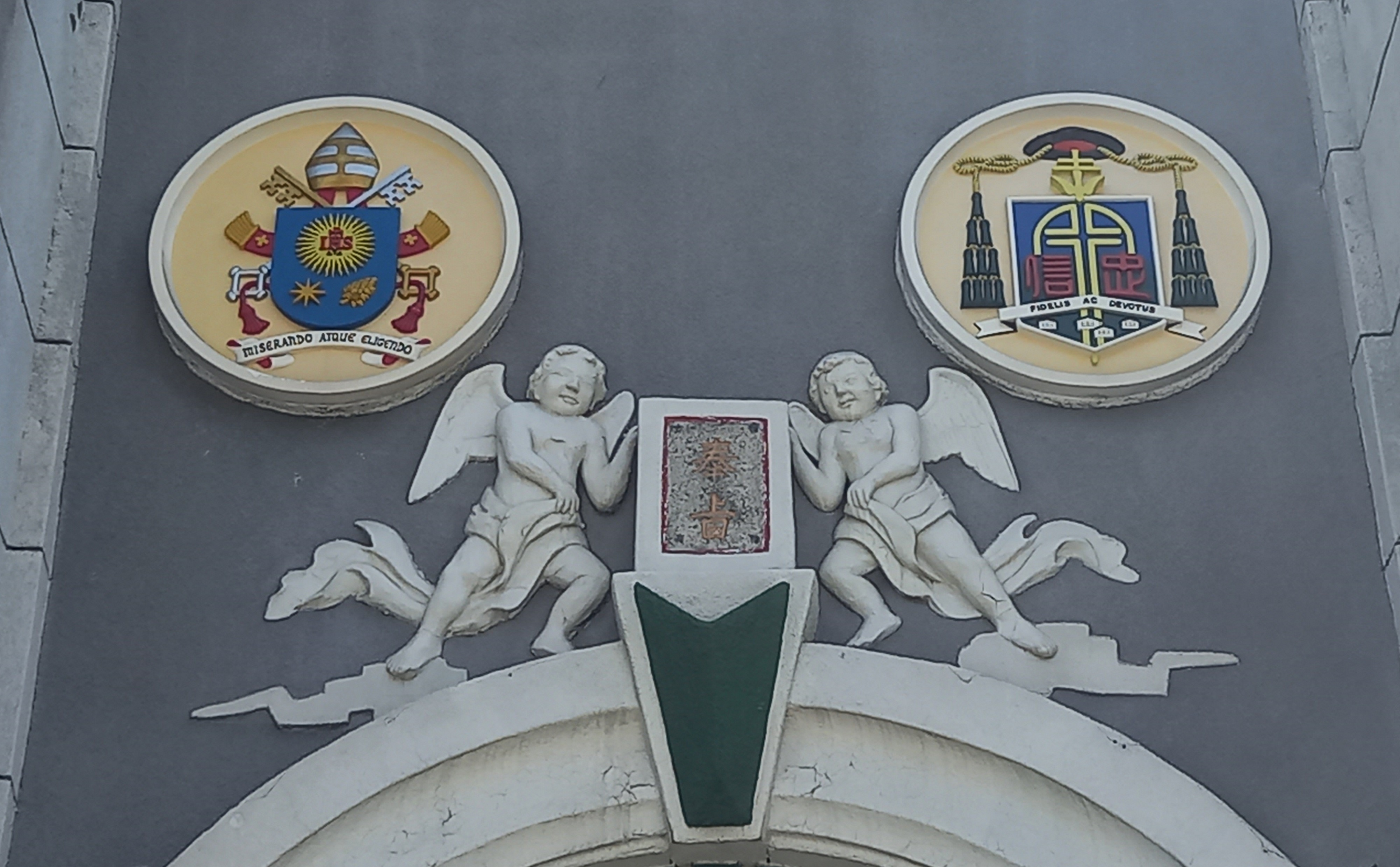
奉旨碑
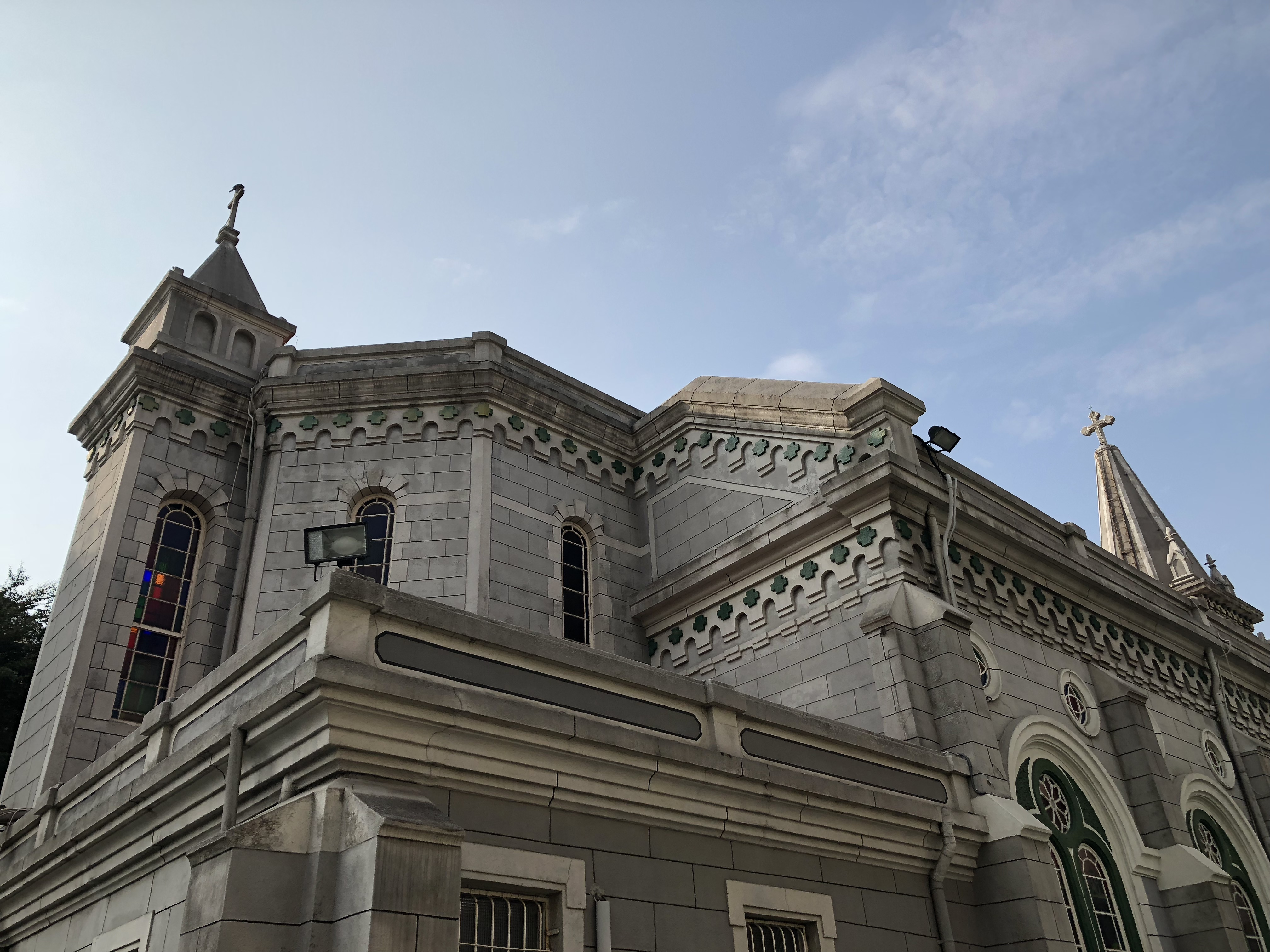
玫瑰聖母堂外觀
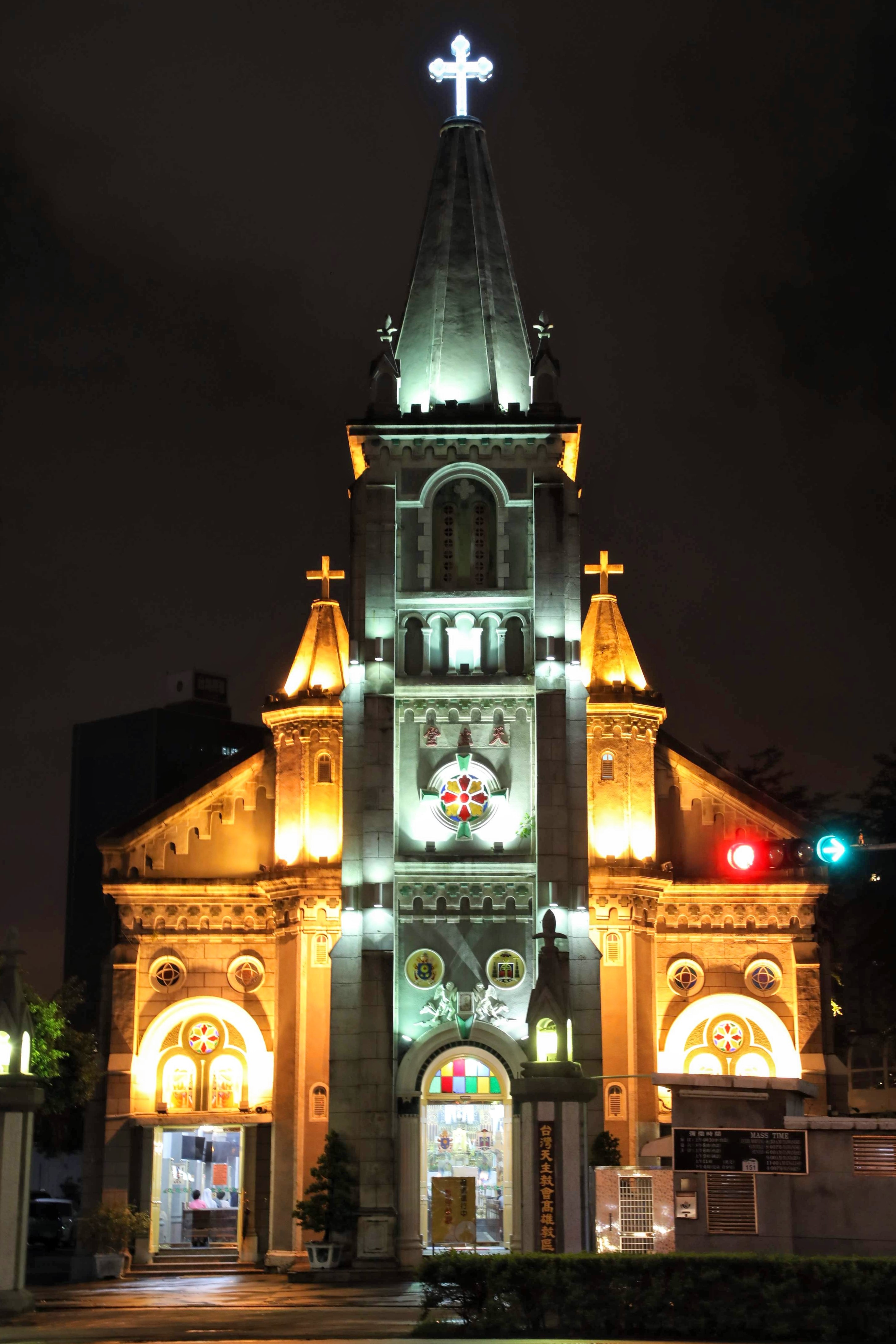
夜晚的聖母堂
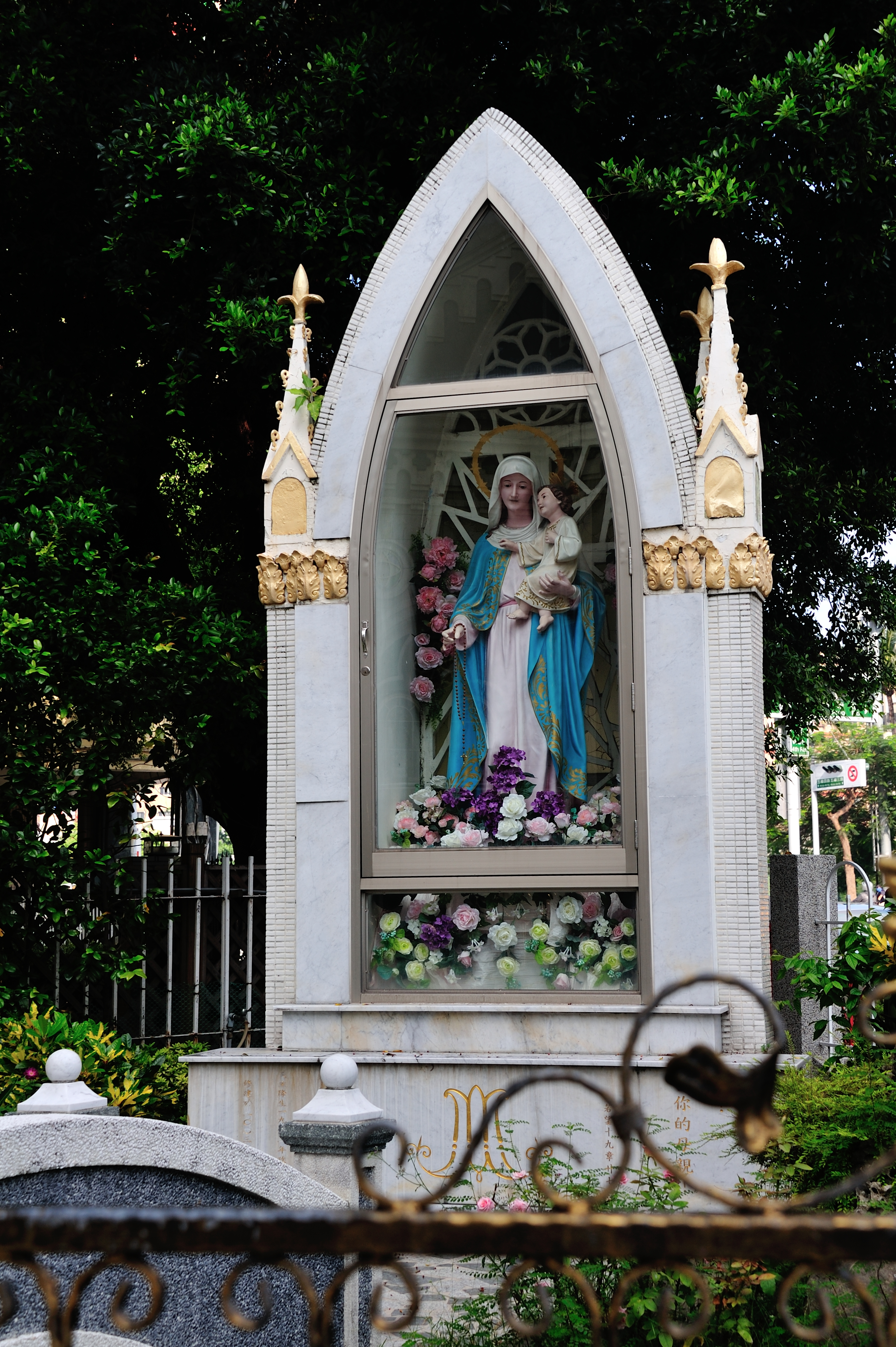
聖母堂外的聖母像

## 彌撒禮儀時間
以下時間以當地時間（臺灣時間）為準
- 平日彌撒：
  - 週一：休息
  - 週二到週五：19:30

| 週六           | 週日           |
| -------------- | -------------- |
| 20:00 （臺語） | 10:00 （華語） |
|                | 16:00 （華語） |

## 參訪時間
彌撒時間教堂以服務教友為主，非教友可於彌撒時間前後自由參觀教堂，亦可洽詢教堂服務志工。

## 外部連結
- 玫瑰聖母聖殿主教座堂的Facebook專頁
- 【歷史】玫瑰聖母聖殿主教座堂系列二~發展歷程 （页面存档备份，存于）
- 歷史文化學習網
- 玫瑰聖母堂——高雄市政府文化局
- 玫瑰聖母堂——文化部文化資產局 （页面存档备份，存于）